# Midea (Griekenland)
De burcht van Midea (Grieks: Μιδέα) bevindt zich op een heuvel op een hoogte van 270 m, iets ten noorden van het gelijknamige dorp.
De burcht behoort tot de drie versterkte Myceense burchten in de buurt van de stad Argos net als Mycene en Tiryns.
- Virtual International Authority File: 2146998447018942319